# Bidarakere, Hiriyur
Bidarakere là một làng thuộc tehsil Hiriyur, huyện Chitradurga, bang Karnataka, Ấn Độ.